# Миноносец
Миноно́сец — надводный мореходный корабль небольшого водоизмещения, основным вооружением которого является торпедное.

## Появление минного оружия
Минное оружие военные моряки впервые попытались применить при помощи подводной лодки «Черепаха» во время войны США за независимость, но в ходе атаки, признанной впоследствии неудачной, закрепить мину под днищем цели не удалось.
Первым опытным образцом парового катера с минным вооружением был построенный в России на верфи Николаевского Адмиралтейства во время Крымской войны катер генерала Тизенгаузена, но из-за невысокой мореходности он затонул во время испытаний.
Активное развитие минные катера — носители шестовых мин получили в ходе Гражданской войны в США 1861—1865, именно тогда было доказано, что «минное оружие — реальная и, пожалуй, единственная угроза большим надводным кораблям, чья мощная броня была в то время практически неуязвима для судовой артиллерии самого крупного калибра». Концепция минного катера — истребителя броненосцев нашла всеобщее признание только через несколько лет после окончания Гражданской войны в США; вплоть до начала 1870-х годов европейские флоты предпочитали заказывать строительство пароходов большого водоизмещения, вооружённых шестовыми минами, а с 1874 года и торпедами. Минные катера активно применялись в ходе Русско-Турецкой войны 1877—1878 и строились вплоть до начала XX века.

## Первые миноносцы
После Русско-Турецкой войны буксируемые и шестовые мины отошли на второй план, активное развитие получили «самодвижущиеся мины» (торпеды), а в качестве корабля-носителя торпедного вооружения выступил корабль нового класса — малый миноносец или миноноска.
На появление нового класса кораблей серьёзное влияние оказало изобретение Робертом Уайтхедом нового вида оружия — торпеды. Несмотря на ограниченную скорость, дальность хода, ненадёжность попадания и действия взрыва торпеда к середине 1870-х годов стала сильным тактическим фактором. Первая в мире успешная атака двумя торпедами была осуществлена 14 января 1878 года во время Русско-турецкой войны 1877—1878 годов минными катерами «Чесма» и «Наварин»; в ходе неё был потоплен сторожевой турецкий пароход «Интибах».

Под впечатлением, с одной стороны успешных действий русских минных катеров в действиях против турецких кораблей, а с другой — быстрого роста возможностей торпедного оружия, родилась концепция «миноносного флота». Её автором стал французский адмирал Обэ, морской министр и глава так называемой «молодой школы» теоретиков морской войны. Согласно этой концепции, для обороны прибрежных вод необходимо иметь не броненосцы и канонерские лодки, а множество малых быстроходных миноносок. Атакуя одновременно с разных направлений, они пустят ко дну любую эскадру, состоящую из тихоходных и неповоротливых броненосных кораблей.
Доктрина «молодой школы» быстро приобрела много сторонников, как во Франции, так и за её пределами, так как она позволяла отказаться от дорогостоящего строительства броненосного флота в пользу гораздо более дешёвого «москитного флота».
Первый мореходный миноносец русского флота «Взрыв» вступил в строй в 1877 году, имел водоизмещение 160 тонн, скорость 14,5 узла (около 27 км/ч), 1 торпедный аппарат. Одновременно со «Взрывом» в состав британского флота в 1877 году вошёл миноносец «Лайтнинг», построенный фирмой Торникрофта по заказу британского Адмиралтейства. «Лайтнинг» развивал на четыре узла бо́льшую скорость, имел в пять раз меньшее водоизмещение, чем «Взрыв», и вооружался двумя бортовыми торпедными аппаратами (в 1879 году заменены на один носовой).
Успешные испытания «Лайтнинга» послужили толчком к серийному строительству миноносцев: уже в 1879 году фирмой Торникрофта по заказу британского Адмиралтейства было построено 11 номерных миноносцев (№ 2—12), имевших в качестве прототипа «Лайтнинг» (но от последнего их отличал чуть больший тоннаж, более мощная силовая установка, бо́льшая длина корпуса, меньшая осадка, выпуклая (карапасная) палуба и отсутствие кормовой надстройки. В 1878—1879 годах фирма Торникрофта построила 12 номерных миноносцев для Франции (№ 8—19) и по одному миноносцу для Дании и Австро-Венгрии.
Десятилетие 1880-х годов было отмечено своеобразным «миноносным» бумом: флоты Великобритании, Франции, России, Австро-Венгрии, Италии, Германии и США, а также флоты малых стран Европы (Дании, Швеции и др.) начали активно пополняться сериями кораблей нового класса. К 1 января 1886 года в тройку лидеров по числу миноносцев, находящихся в составе их флотов, входили Великобритания (129 миноносцев, в том числе 26 мореходных), Россия (119 миноносцев, в том числе 6 мореходных) и Франция (77 миноносцев, в том числе 23 мореходных).
|                | Дата |      |      |      |      |      |
| Страна         | 1886 | 1892 | 1900 | 1904 | 1914 | 1918 |
| Великобритания | 129  | 186  | 95   | 159  | н/д  | 94   |
| Франция        | 77   | 220  | 219  | 282  | н/д  | н/д  |
| Германия       | 8    | 152  | 113  | 90   | н/д  | н/д  |
| Россия         | 119  | 143  | 174  | 156  | н/д  | н/д  |
| Италия         | 58   | 129  | 144  | 143  | н/д  | н/д  |
| Австро-Венгрия | 42   |      |      |      |      |      |
| Япония         |      |      | 29   | 82   | н/д  | н/д  |
| США            | н/д  | н/д  | 34   | н/д  | н/д  |      |

## Тактика использования
Тактика боевого использования миноносцев базировалась на характерных свойствах его оружия — торпеды, и заключалась в нападении и уничтожении кораблей противника при помощи большого количества маневренных кораблей небольших размеров с большой скоростью, затруднявшей уничтожении их огнём корабельной артиллерии. Тактическое использование миноносцев, как и всех малых кораблей, ограничивалось плохой мореходностью, малой дальностью плавания и зависимостью скорости хода от силы волнения.
Боевая живучесть миноносца основывалась на его скорости, маневренности и скрытности, достигаемой благодаря низкому и ограниченному силуэту, снижавшему вероятность попадания в корабль снарядов вражеской артиллерии. Главной мыслью тактики боевого применения миноносцев стало принятие скорости как главного компонента морской мощи.

## Следствия появления миноносцев

### Влияние миноносцев на постройку крупных военных кораблей
Строительство миноносцев ставило совсем иные конструктивные требования, чем тяжёлые и медленные большие боевые корабли. Для придания миноносцам высоких скоростей хода требовалось максимальное уменьшение веса их конструкций и установка, в качестве двигателя, мощных поршневых машин и лёгких котлов с высокой нагрузкой. Приобретённый в ходе проектирования и постройки миноносцев опыт оказал положительное влияние на развитие судостроения и был перенесён на большие корабли.

### Появление противоминной артиллерии
Появление миноносцев способствовало появлению в начале 1880-х годов на крупных кораблях противоминной артиллерии: 37-мм револьверных пушек «Гочкиса» с системой из пяти стволов (позднее — 47-мм пушек Гочкиса)) и 25-мм четырёхствольных пушек-митральез Норденфельда. Совершенствование миноносцев и торпед способствовало и увеличению скорострельности корабельных орудий среднего калибра (102-мм).

## Миноносцы в 1886—1900 годах
Если к 1885 году в составе Российского Императорского флота находилось 6 миноносцев и ещё 109 миноносок, то к 1895 году, в составе флота был уже 51 миноносец, а также 105 миноносок и 5 минных крейсеров. Ещё через десять лет, к 1905 году русский флот имел уже 149 миноносцев и 9 минных крейсеров, а число миноносок сократилось до 80.
С появлением минных крейсеров и эскадренных миноносцев строительство миноносцев в начале XX века в России было прекращено, последняя серия — миноносцы типа «Циклон» для обороны шхерных позиций. В других странах они продолжали строиться вплоть до конца Второй мировой войны. Миноносцы, доставшиеся СССР по репарациям, вошли в состав советского ВМФ в качестве сторожевых кораблей.
Существует несоответствие между русской и принятой на западе классификацией миноносцев. Западные источники относят их к тому же классу, и обозначают тем же термином, что и торпедные катера: англ. Torpedo boats. В России их различают как два отдельных класса.